# Amusaron
Amusaron é um gênero de  mariposas da família Bombycidae.

## Espécies selecionadas
- Amusaron kolga (Druce, 1887)
- Amusaron pruinosa (Grünberg, 1907)